# Passandra quadrilineata
Passandra quadrilineata là một loài bọ cánh cứng trong họ Passandridae. Loài này được Smith miêu tả khoa học năm 1851.